# Isseroda
Isseroda – dzielnica (Ortsteil) gminy Grammetal w Niemczech, w kraju związkowym Turyngia, w powiecie Weimarer Land. Do 30 grudnia 2019 samodzielna gmina i zarazem siedziba wspólnoty administracyjnej Grammetal.